# Dieta di Västerås

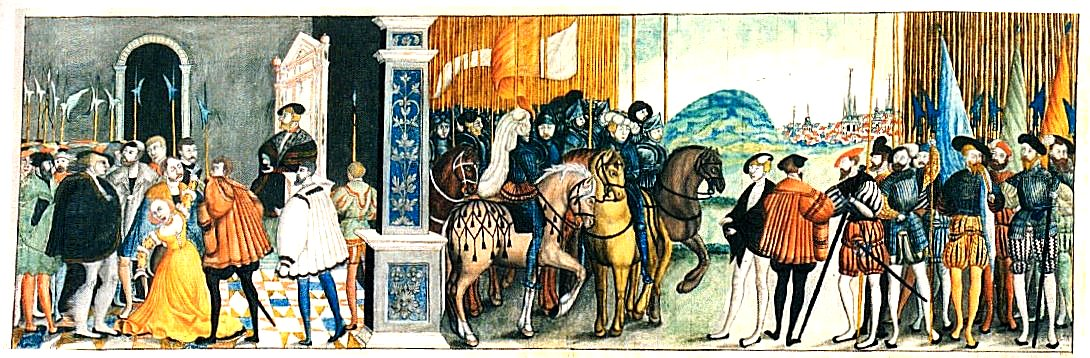
Il trionfo di Gustav Vasa a Västerås

La dieta di Västerås fu una assemblea (dieta reale o Riksdag in lingua svedese) di dignitari convocata dal re svedese Gustav Vasa nel 1527 nell'omonima città nel contesto della Riforma protestante. In quest'occasione si consumò la separazione della Chiesa di Svezia, che aderì al luteranesimo, dalla Chiesa cattolica di Roma con quest'ultima che venne spogliata delle sue ricchezze e della sua influenza politica a favore del re. Infine, lo stesso re venne riconosciuto come capo della Chiesa di Svezia.